# ウォーカー関税
1846年のウォーカー関税(Walker tariff)は、 ジョン・タイラー大統領の元で1842年にホイッグ党支持で導入された「ブラック関税(1842年関税)」の高い関税率に対抗した民主党の議案である。アメリカの歴史の中でも最も低い関税の一つで、そもそもは地域に産業があまりなかった南部の民主党によって支持された。
法案の名前は、ジェームズ・ポーク大統領のもとでアメリカ合衆国財務長官を務めたミシシッピ州出身の政治家、ロバート・ウォーカーにちなんでいる。
この関税の35%から25%の削減は、イギリスの穀物法の撤廃と同時に起こり、両者とも保護の減少を招き、貿易の増加を導いた。

## 関税の採用と影響
ポーク大統領は選出されて即座に、1842年の「ブラック関税」の低減を、選挙公約の遂行のひとつとして提案した。1846年、ポークはウォーカーによって設計された彼の関税提案を議会に提供した。ウォーカーは、合衆国とイギリスの間の商業を増加させるべく関税の採用を主張した。 また、関税率水準の減少が総合的な貿易、特に輸入において刺激すると予測した。結果として、関税率の低下にもかかわらず、租税収入は増加すると見ていた。
民主党主導の議会は1846年、ウォーカーによって提案された一連の金融改革と共に、すぐにウォーカー関税法案を可決した。 ウォーカーが予測したように、新しい関税は、1850年までに、1845年のブラック関税の時の年3000万ドルから、およそ年4500万ドルまで租税収入を増加させた。ウォーカー関税は、この後1857年まで有効なまま残った。